# 33-я отдельная мотострелковая бригада
33-я отдельная мотострелковая бригада (33 омсбр, в/ч 22179) — горная мотострелковая бригада Сухопутных войск Российской Федерации, базировавшаяся в Ботлихе, Майкопе и Новочеркасске. Находилась в расположении 49-й общевойсковой армии.

## История
Образована в 2005 году, первоначально дислоцировалась в дагестанском Ботлихе и была разведывательной по статусу. Занималась ликвидацией исламских террористических группировок и вооружённых банд на Северном Кавказе, в 2008 году участвовала в боевых действиях в Абхазии против грузинских войск.
В 2011 году передислоцирована в Майкоп, в её гарнизоне был создан 1327-й центр боевого применения разведывательных и специальных операций. В 2015 году частично переброшена в Новочеркасск, став первым с 1989 года расквартированным в городе воинским формированием после 14-й танковой дивизии. Комплектуется частично казаками Кубанского казачьего войска.
С 2016 года номер воинской части 22179 присвоен 150-й мотострелковой дивизии, образованной 14 января 2016 года.

## Структура
- два отдельных горных мотострелковых батальона[2]
- один разведывательный батальон[2]
- гаубично-самоходный артиллерийский дивизион[2]
- разведывательная рота[2]
- инженерно-сапёрная рота[2]
- ремонтная рота[2]
- рота РЭБ[2]
- рота материального обеспечения[2]
- вьючно-транспортный взвод[2]
- кинологические подразделения[2]
- медицинские подразделения[2]
- ветеринарное подразделение[2]

В Майкопе находился гарнизон бригады с большим количеством военных объектов и инфраструктуры. Учения проходили на 135-м километре, в Волгоградской или Астраханской области; контрактники отправлялись из Новочеркасска на Кадамовский полигон.

## Скандалы
В 2015 году в СМИ несколько десятков контрактников дезертировали из части, покинув Кадамовский полигон в Ростовской области. По словам дезертиров, условия проживания в Майкопе были крайне плохими: солдаты спали на досках или на брошенных на землю одеялах и плохо питались, а кто-то даже заболел пневмонией; рапорта на увольнение оставлялись без рассмотрения. По словам некоторых контрактников, к ним приходили лица, призывавшие их отправиться помогать сепаратистам в войне против ВСУ, обещая от 8 до 28 тысяч суточных и даже статус ветеранов боевых действий. Один дезертир, рядовой Анатолий Кудрин, был приговорён к 6 месяцам лишения свободы в колонии-поселении; ещё против двоих было возбуждено уголовное дело по факту самовольного оставления части.